# حصار القسطنطينية (1411)
حدث حصار القسطنطينية عام 1411 خلال فترة عهد الفترة العثماني، أو الحرب الأهلية العثمانية، (20 يوليو 1402 - 5 يوليو 1413)، عندما سادت الفوضى في الدولة العثمانية بعد هزيمة السلطان بايزيد الأول على يد أمير الحرب في آسيا الوسطى تيمورلنك. على الرغم من تأكيد تيمور على أن محمد جلبي سلطانًا بعد معركة أنقرة، إلا أن إخوته عيسى جلبي و‌موسى جلبي و‌سليمان جلبي ولاحقًا مصطفى جلبي، رفضوا الاعتراف بسلطته، حيث طالب كل منهم بالعرش لنفسه. كانت النتيجة حرب أهلية. استمرت فترة انتقال العرش حتى معركة جامورلو في 5 يوليو 1413، عندما خرج محمد جلبي منتصرًا في الصراع، وتوج نفسه السلطان محمد الأول، وأعاد السلام إلى الدولة.

## خلفية
قبل معركة أنقرة، كانت الإمبراطورية البيزنطية مجرد أداة بيد قوى خارجية لعدة عقود ولكن بعد هزيمة العثمانيين على يد تيمورلنك، أصبحت الإمبراطورية - لفترة قصيرة - لاعباً في السياسة الداخلية العثمانية والمؤامرات.

## الحصار
دعم الإمبراطور البيزنطي مانويل الثاني سليمان كطالب بالعرش العثماني. وقعوا معاهدة جاليبولي مع الوصي البيزنطي يوحنا السابع باليولوج في عام 1403، حيث كان الإمبراطور مانويل الثاني يسافر في أوروبا الغربية في ذلك الوقت. بموجب هذه المعاهدة، تخلى سليمان عن بعض الأراضي على طول ساحل مرمرة، وكذلك مدينة سالونيك الرئيسية للإمبراطورية البيزنطية مقابل الدعم البيزنطي خلال فترة ما بين العرش وأعلن نفسه سلطان الإمبراطورية في أدرنة، عاصمة الإمبراطورية العثمانية روملي.
على الرغم من هزيمة شقيقه ومنافسه على العرش العثماني، موسى، في معركة كوسميديون في يونيو 1410، تضاءلت شعبية سليمان. لدرجة أنه عندما عاد موسى للانتقام من هزيمته في العام التالي، انشق أنصار سليمان إلى موسى. تم القبض على سليمان أثناء محاولته الهروب إلى الأراضي البيزنطية، وقُتل على يد القرويين في 18 فبراير 1411. وجد موسى نفسه السلطان المشارك للجزء الأوروبي من الإمبراطورية. ثم انتقم موسى من كل من تحالف مع سليمان، بما في ذلك مانويل الثاني بفرض حصار على القسطنطينية عام 1411. لجأ مانويل الثاني إلى محمد للحصول على الدعم، الذي خان موسى وأقام تحالفًا جديدًا بينه وبين البيزنطيين ضد موسى. تم رفع الحصار في وقت ما خلال نفس العام.
في معركة إنجغيز، اشتبكت قوات محمد مع موسى، لكنها هُزمت. عام 1413، اكتسب محمد دعم الملك الصربي ستيفان لازاريفيتش و‌بك سلالة ذو القدر التركية، وكذلك بعض الجنرالات في جيش موسى. هزم قوات موسى في معركة جامورلو بالقرب من ساموكوف، بلغاريا. أُصيب موسى أثناء محاولته الهرب، وشوهد وقُتل في 5 يوليو 1413.